# Куци
Куци — упразднённое село в Лакском районе Дагестана. На ммент упразднения входило в Хунинского сельсовета. Исключено из учётных данных в 1970-е годы.

## География
Село располагалось у подножья высот 2085,0 м, в 0,5 км к востоку от села Иниша.

## История
По данным на 1926 год село Куц состояло из 16 хозяйств, в административном отношении входило в состав Ахарского сельсовета Лакского района. В 1947 году по 1973 год в составе Инишинского сельсовета. После ликвидации последнего передано в Хуринский сельсовет. До 1968 года являлось отделением колхоза имени Ф.Энгельса, затем отделение совхоза «Родина».

## Население
| Год       | 1895 | 1908 | 1926 | 1939 | 1970 |
| --------- | ---- | ---- | ---- | ---- | ---- |
| Население | 72   | 74   | 57   | 56   | 42   |

По переписи 1926 года, 100 % населения составляли лакцы.